# 小虎隊 (香港)
小虎隊（英語：The Young Tigers）是香港1982年成立的合唱組合，原由胡渭康、蔣慶龍及林利三人組成，三人同為香港無綫電視及華星唱片的新秀歌唱比賽出身，簽約華星旗下。以青春陽光的外形、活力四射的舞蹈為招徠。後來蔣慶龍離隊，才由孫明光補上。曾唱的歌曲《忍著淚說GOOD-BYE》及《伴我啟航》，後者為電視劇《新紮師兄》主題曲。歌曲收錄在華星同時期的數張集錦專輯之內。他們也曾與日本組合少女隊合作演一部電影，就是1985年上映的《青春節拍》。後來由於發展未如理想，大約成立三年後解散。
小虎隊的名稱，以及三名男孩的活力形象，源自當時日本的組合苦柿隊。
2009年，小虎隊曾先後在6月紅館演唱會及7月11日無綫電視慈善籌款節目《明愛暖萬心2009》作表演嘉賓。是兩次表演皆沒有孫明光，而蔣慶龍則重新歸隊。

## 成员
孙明光
(1963年7月20日-)TVB 1983年新秀歌唱大赛的亚军，参赛歌曲是《迟来的春天》。同届冠军為呂方。印象最深的是，他演了《新扎师兄续集》的那个帅帅的廉政專員郑永康，在戏里和吕方饰演的“高佬泉”追刘嘉玲饰演的嘉汶，虽然在现实生活中的歌唱大赛输给了吕方，但是在戏里却是赢了他。孙明光曾创作的歌曲及词有1982年谭咏麟、雷安娜主唱的《暂别》以及1988年《齐唱新歌（7）》 。不过，孙明光并没有在娱乐圈逗留太久，据闻离港到日本攻读设计，现在好像做了设计师。隱退前最後作品為1993年香港電台電視部製作單元劇《人間有情》之《獨居新時代》。
林利
(1966年8月24日-)TVB 1982年新秀歌唱大赛的新秀，参赛歌曲是《爸爸的草鞋》。小虎队解散后转做tvb艺员，其中参演了《我本善良》等剧集。据说是因为得罪了TVB高层，后来才转到台湾发展，改名林立洋，还娶了模特儿老婆范静蕙，现在几乎在台湾落地生根了。他曾经还做过服务生、健身室经理、开过葡挞店，在台湾拍得剧集有《烟锁重楼》、《新月格格》、《天师锺旭》、《小李飞刀》、《第8号当铺》等剧集，其中最为我们所熟悉就是焦恩俊版《小李飞刀》里的龙啸云。
胡渭康
(1967年5月25日-)参加了TVB 1982年新秀歌唱大赛，也就是第一届新秀歌唱大赛，参赛歌曲是《万里长城》。同届的还有梅艷芳、温兆伦、林利、蒋庆龙，梅艳芳是那届的冠军。第一届的新秀歌唱大赛，不单使梅艳芳、蒋庆龙、林利、胡渭康这班年轻人增进了宝贵的经验，更使他们获得珍贵的友谊。很多时候，这班年轻人会相约在假期去游玩、逛街、甚至一起练歌。
后来胡渭康到香港ATV拍戏，还唱了一些剧集的主题曲，演了《司机大佬》、《胜者为王》、《枪神》等剧集。他还在香港荃湾沙田大会堂的二胡慈善演唱会表演，亚视电视风云50年还请了他做嘉宾。他在2014年重返娘家無綫電視，参演了好几部剧集。

## 唱片
1982年
- 心債 (與蔣慶龍，孫明光尚未出道)

1984年
- 忍著淚說GOOD-BYE

1. 忍著淚說GOOD-BYE（東京音樂節參賽歌曲）
2. Everybody
3. 香港的愛
4. 早晨校長
5. 伴我在歌聲裡
6. 不可再睡眠

- 忍著淚說GOOD-BYE（第二版）

1. 永遠有活力
2. Everybody
3. 香港的愛
4. 早晨校長
5. 伴我在歌聲裡
6. 不可再睡眠
7. 忍著淚說GOOD-BYE（東京音樂節參賽歌曲）

## 其他歌曲
- 1984年：伴我啟航　　（無綫電視劇《新紮師兄》主題曲，收錄於合輯《華星影視新節奏》）
- 1984年：東方的威風　（翻唱成龍主唱的電影《A計劃》主題曲，收錄於合輯《華星影視新節奏》）
- 1984年：小雄鷹　　　（香港電台電視節目《少年警訊》主題曲，收錄於合輯《華星影視新節奏》）
- 1984年：霹靂情　　　（電影《霹靂情》主題曲，未收錄）
- 1984年：請你等等我　（電影《霹靂情》插曲，未收錄）
- 1984年：永遠有你影子（電影《霹靂情》插曲，未收錄）
- 1984年：萬能探長　　（無綫電視卡通片集《萬能探長》主題曲，未收錄）
- 1984年：未來警察　　（無綫電視卡通片集《未來警察》主題曲，未收錄）
- 1984年：陽光都市　　（無綫電視卡通片集《未來警察》片尾曲，未收錄）
- 1984年：He-Man　　　（無綫電視卡通片集《He-Man》主題曲，未收錄）
- 1985年：小虎子闖世界（電影《瘋狂遊戲》主題曲，收錄於合輯《華星影視新節奏（第三輯）》）
- 1985年：跟我一起唱　（主唱梅艷芳，和唱小虎隊，電影《祝您好運》主題曲，未收錄）
- 1985年：溫情滿香江　（香港電台電視節目《溫情滿香江》主題曲，收錄於合輯《華星影視新節奏（第三輯）》）
- 1985年：彩虹激光　　（香港電台電視節目《彩虹激光》主題曲，收錄於合輯《親親小天使歌集》）

## 電影作品
1984年：《瘋狂遊戲》
1985年：《青春節拍》

## 其他演出
- 1984年：一九八四年度香港小姐准決賽 表演嘉賓
- 1984年：第三屆新秀歌唱大賽  表演嘉賓
- 1984-1985年：歡樂今宵
- 1985年：健美小姐決賽 表演嘉賓
- 1985年：梅艷芳盡顯光華演唱會 表演嘉賓
- 2009年：明愛暖萬心（無綫電視，與蔣慶龍）

## 外部連結
- 特區吹水俱樂部 - 小虎隊
- Lee HC 的黑膠樂園 - 小虎隊 （页面存档备份，存于）